# Nowa Wieś (gmina Włocławek)
Nowa Wieś – wieś w Polsce położona w województwie kujawsko-pomorskim, w powiecie włocławskim, w gminie Włocławek. W latach 1975–1998 miejscowość należała administracyjnie do województwa włocławskiego. Liczba mieszkańców Nowej Wsi na koniec III 2011 roku wynosiła 660. Jest drugą co do wielkości miejscowością gminy Włocławek.

## Transport
Wieś graniczy z Włocławkiem. Aby dojechać z Nowej Wsi do włocławskiego Śródmieścia trzeba pokonać około 10 km. Nowa Wieś połączona jest z miastem autobusami linii nr 13K, obsługiwanymi przez MPK Włocławek.

## Atrakcje
Znajduje się tutaj zespół parkowo-dworski z 2. połowy XIX wieku, park ze szpalerem kasztanowców. Obecnie rozbudowuje się nowe osiedle domków jednorodzinnych. Blisko znajduje się lotnisko Aeroklubu Włocławskiego w Kruszynie. Odbywają się tam różne zawody: modelarskie, balonowe itd.